# Capanne (Perugia)
Capanne è una frazione del comune di Perugia (PG). Il paese si trova nella prossimità del corso del torrente Càina e lungo la strada statale 220 Pievaiola; in antico era conosciuto con il nome di Capanne di Bagnaia, ed era importante per via del ponte che permetteva il passaggio del torrente. Nel 1364-65 la piana fu luogo di aspre battaglie tra le compagnie di ventura francesi ed inglesi e quelle assoldate dai perugini.
A Capanne si trova il carcere (casa circondariale) di Perugia, celebre per aver ospitato negli anni '90 anche alcune udienze del processo a Giulio Andreotti.
Il paese è noto anche per la Sagra della granocchia, durante la quale si possono degustare le rane fritte e al sugo. Questa pietanza discende dalle usanze contadine locali, quando si cercava di integrare la misera dieta con un po' di carne ottenuta dagli anfibi catturati lungo il corso del torrente Càina.